# Atheta inquinula
Atheta inquinula är en skalbaggsart som först beskrevs av Johann Ludwig Christian Gravenhorst 1802.  Atheta inquinula ingår i släktet Atheta, och familjen kortvingar. Enligt den finländska rödlistan är arten sårbar i Finland. Enligt den svenska rödlistan är arten sårbar i Sverige. Arten förekommer i Götaland, Gotland, Öland och Svealand. Artens livsmiljö är torra gräsmarker.